# Vier Motoren für Europa

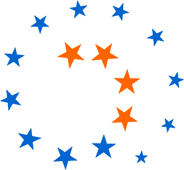
Logo „Vier Motoren für Europa“

Die „vier Motoren“ innerhalb der Europäischen Union

Die Bezeichnung Vier Motoren für Europa steht für eine transnationale, interregionale Arbeitsgemeinschaft zwischen dem deutschen Land Baden-Württemberg, der autonomen spanischen Gemeinschaft Katalonien, der italienischen Region Lombardei und der französischen Region Auvergne-Rhône-Alpes.
Das Partnerschaftsabkommen zwischen den vier Regionen wurde 1988 unterzeichnet. Punktuell nehmen auch weitere assoziierte Regionen an den Aktivitäten der Vier Motoren teil. Die Kooperationsgemeinschaft besitzt keine eigenständigen institutionellen Strukturen. Im Mittelpunkt stehen die Stärkung der regionalen Wirtschaft und das Finden gemeinsamer Lösungen im Verbund von Regionen mit ähnlichem Profil. Auf dieser Basis tritt das Netzwerk als Interessengruppe insbesondere innerhalb der Europäischen Union auf. Seit der Gründung des Netzwerkes setzten sich die Vier Motoren für die regionale Dimension innerhalb der Europäischen Union, auch als Europa der Regionen bezeichnet, ein.

## Form der Kooperation
Die Vier Motoren verkörpern eine interregionale Kooperation zwischen substaatlichen Gebietskörperschaften über die Grenzen von Nationalstaaten hinweg. Die vier Regionen gehören jeweils zu unterschiedlichen Mitgliedstaaten der EU an und besitzen keinen gemeinsamen Grenzverlauf. In ihren Nationalstaaten gehören die Regionen zu den ökonomischen Spitzenreitern und stark wissensbasierten Standorten. Jedoch variiert ihre wirtschaftliche Leistungsfähigkeit im interregionalen Vergleich. Seit ihrer Gründung entwickeln sich neben der transnationalen Kooperation zwischen regionalen Regierungen Formen transsektoraler Kooperation zwischen Akteuren aus den Regionen.

## Gründung der Arbeitsgemeinschaft
Die Etablierung von bilateralen Kooperationsvereinbarungen zwischen den vier Regionen ging der Gründung der Arbeitsgemeinschaft voraus. Am 17. Juni 1986 beschlossen die Regionen Baden-Württemberg und Rhône-Alpes (nach einer Verwaltungsreform seit 1. Januar 2016 „Auvergne-Rhône-Alpes“) in einer Gemeinsamen Erklärung, die bereits bestehende Zusammenarbeit auf den Gebieten der Forschungs- und Technologiepolitik, der wirtschaftlichen Zusammenarbeit von kleinen und mittleren Betrieben, der Aus- und Weiterbildung sowie dem Jugend- und Kulturaustausch zu intensivieren. Gleichlautende Kooperationsabkommen vereinbarte Baden-Württemberg am 30. Mai 1988 mit der Lombardei und am 3. November 1988 mit Katalonien. Zudem schlossen die baden-württembergischen Partnerregionen untereinander bilaterale Kooperationsabkommen: Rhône-Alpes und die Lombardei am 9. April 1987, Katalonien und die Lombardei am 1. März 1988 sowie Katalonien und Rhône-Alpes am 24. März 1988. Als Ergänzung zu den bilateralen Kooperationsbeziehungen zwischen den vier Regionen wurde am 9. September 1988 die multilaterale Arbeitsgemeinschaft Vier Motoren gegründet.
Im Memorandum zur Gründung der Arbeitsgemeinschaft werden folgende Kooperationsziele benannt:
- Verbesserung der Infrastruktur (insbesondere Telekommunikation- und Verkehrsinfrastruktur)
- vertiefte Zusammenarbeit in der Forschungs- und Technologiepolitik
- entwicklungspolitische Zusammenarbeit mit wirtschaftlich schwächeren Regionen
- verstärkte Zusammenarbeit im Bereich Kunst und Kultur
- wechselseitige Interessenvertretung bei wirtschaftlichen und wissenschaftlichen Aktivitäten außerhalb Europas
- gemeinsame Präsentation der Ausstellung Vier Motoren für Europa

Die Initiative zum Aufbau eines Netzes bilateraler Kooperationsbeziehungen und die Gründung der Vier Motoren für Europa ging vom damaligen baden-württembergischen Ministerpräsidenten Lothar Späth aus.

## Organisationsstrukturen
Die Arbeitsgemeinschaft besitzt keine eigenständigen institutionellen Strukturen. Die Erledigung der organisatorischen Aufgaben fällt im Wesentlichen der Region zu, die den Vorsitz, die Präsidentschaft, der Vier Motoren innehat. Der Wechsel der Präsidentschaft erfolgt turnusartig. Die programmatischen Entscheidungen der Arbeitsgemeinschaft treffen die Präsidenten der vier Partnerregionen und die zuständigen Fachminister. Die Beschlüsse der Präsidenten werden in der Form von Memoranden verabschiedet. Für die Erstellung und Realisierung von Kooperationsprojekten wurden Arbeitsgruppen eingerichtet, die sich teilweise in Unterarbeitsgruppen aufgliedern. Die Leitung einer Arbeitsgruppe obliegt jeweils einer Region. In den Gruppen sind von den Regionalverwaltungen entsandte Beamte und je nach thematischen Schwerpunkt zum Beispiel Vertreter der Wirtschaft und Wissenschaft vertreten. Die Arbeitsgruppen kommen mindestens einmal im Jahr zusammen. 
- Arbeitsgruppe Wirtschaft (Federführung Katalonien)
- Unterarbeitsgruppe Cluster Dialog (keine formale Federführung festgelegt)
- Unterarbeitsgruppe Industrie 4.0 (Federführung Auvergne-Rhône-Alpes)
- Unterarbeitsgruppe Elektromobilität (Federführung Baden-Württemberg)
- Arbeitsgruppe Umwelt (Federführung Lombardei)
- Arbeitsgruppe Forschung und Hochschulen (Federführung Baden-Württemberg)
- Arbeitsgruppe berufliche Bildung und Fachkräftemobilität (Federführung Auvergne-Rhône-Alpes)
- Arbeitsgruppe der Netzwerkkoordinatoren (Federführung jeweils bei der aktuellen Präsidentschaft)

Darüber hinaus bestehen weniger stark institutionalisierte bzw. eher ad-hoc und anlassbezogene Netzwerke, etwa zwischen den Vertretungen der Regionen in Brüssel oder zu den Themen Landwirtschaft, Bildung (schulische), Kultur, Sport, Bürgerbeteiligung und den makroregionalen Strategien der EU, wie etwa der Donauraumstrategie.

## Erweiterung der Arbeitsgemeinschaft
Die Arbeitsgemeinschaft Vier Motoren unterhält seit 1990 Kooperationsbeziehungen mit den Regionen Ontario und Wales:
- Am 25. Juni 1990 wurde die kanadische Provinz Ontario als assoziiertes Mitglied in die Arbeitsgemeinschaft aufgenommen. Von dieser Kooperation versprechen sich die europäischen Regionen einen Zugang zum nordamerikanischen Markt. Im Oktober 2014 unterzeichnete Quebec eine Partnerschaftserklärung und wurde Associate Partner. Quebec beteiligt sich an der Four Motors Economy Working Group und dem Dialog Cluster.[1]
- Durch die Unterzeichnung eines bilateralen Kooperationsabkommens zwischen Baden-Württemberg und Wales am 27. Juni 1990 beteiligt sich diese britischen Region an ausgesuchten Projekten der Arbeitsgemeinschaft. Wales ist als assoziierter Partner Teil des Four Motors and Associates Network und engagiert sich hauptsächlich in der Arbeitsgruppe Wirtschaft und im Dialogcluster.[1]

Die von der baden-württembergischen Landesregierung betriebenen Erweiterungsversuche des Kooperationsnetzes um die belgische Region Flandern im Jahr 1988 scheiterte vorerst am Veto des französischen Partners und im Falle der portugiesischen Zentrumsregion (von Katalonien vorgeschlagen im Jahr 1990) am Einspruch der Zentralregierung in Spanien.
- Das Veto für Flandern wurde mittlerweile aufgehoben und die Gemeinschaft hofft, dass auch Spanien seine Blockierung gegenüber der portugiesischen Zentrumsregion zurücknimmt. Flandern ist bereits seit vielen Jahren assoziierter Partner von Four Engines for Europe und beteiligt sich aktiv an der Four Motors Economy Group für Europa.[1]

- Später kam die polnische Region Kleinpolen (polnisch Małopolska) zur Arbeitsgemeinschaft und arbeitet mit den Vier Motoren im Bereich der Berufsausbildung und der Lehrlingsausbildung zusammen.[1]